# Gåstjärnen (Dorotea socken, Lappland, 711990-153625)
Gåstjärnen är en sjö i Dorotea kommun i Lappland och ingår i Ångermanälvens huvudavrinningsområde. Sjön har en area på 0,0689 kvadratkilometer och ligger 322,1 meter över havet.

## Delavrinningsområde
Gåstjärnen ingår i det delavrinningsområde (711924-153671) som SMHI kallar för Utloppet av Yttersjön. Medelhöjden är 323 meter över havet och ytan är 3,64 kvadratkilometer. Räknas de 15 avrinningsområdena uppströms in blir den ackumulerade arean 191,59 kvadratkilometer. Sallsjöån (Eldsjöån) som avvattnar avrinningsområdet har biflödesordning 5, vilket innebär att vattnet flödar genom totalt 5 vattendrag innan det når havet efter 270 kilometer. Avrinningsområdet består mestadels av skog (39 procent) och sankmarker (28 procent). Avrinningsområdet har 0,72 kvadratkilometer vattenytor vilket ger det en sjöprocent på 19,8 procent.